# Alexander Dercho
Alexander Dercho (Remscheid, 21 gennaio 1987) è un ex calciatore tedesco, di ruolo difensore.

## Palmarès

### Club

#### Competizioni nazionali
- 3. Liga: 2

Osnabrück: 2009-2010, 2018-2019